# KEYA
Koordinaten: 48° 50′ 37″ N, 99° 45′ 2″ W
KEYA 88.5 FM ist ein US-amerikanischer Radiosender in North Dakota. Der Sender mit einer Leistung von 19 kW ERP befindet sich in Belcourt in der Turtle Mountain Chippewa Reservation. Eigentümer der Station ist die KEYA Inc. KEYA ist die zweitälteste Radiostation der Vereinigten Staaten, die sich im Besitz von amerikanischen Ureinwohner befindet. (Die Erste Station ist KILI in der Nähe von Pine Ridge, South Dakota), Die Antennen befinden sich auf einem Mast 110 Meter über Grund. Der Sender kann auch im südlichen Teil der Kanadischen Provinz Manitoba empfangen werden.
KEYA ist das amtliche Rufzeichen, buchstabenweise gesprochen, ausgegeben von der amerikanischen Fernmeldebehörde Federal Communications Commission (FCC). KEYA sendet ein gemischtes Programm aus lokalen Informationen, Schulungsprogrammen, Sportübertragungen und Country-Musik. Der Sender kann im Umkreis von 100 Meilen empfangen werden. Ein Teil des Programms wird von freiwilligen, ehrenamtlichen Moderatoren gestaltet. Das Motto der Station lautet 'The Voice of The Turtle Mountains'.

## Geschichte
Erstmals vergab die Federal Communication Commission im Juli 1974 eine Lizenz an den 'Belcourt School District' einen nichtkommerziellen, gemeinnützigen auf Schulungsprogramme gerichteten Sendebetrieb zu betreiben. Der Sendebetrieb wurde im Oktober 1975 aufgenommen. Das Budget der Station kam primär vom Schul-Bezirk. 1995 wurde die Lizenz an die KEYA Inc. übertragen um mehr Finanzierungsmöglichkeiten zu erhalten. KEYA arbeitet seit der Übertragung der Genehmigung mit Spielkasino Betreibern zusammen (Eine der wesentlichen Finanzierungsmöglichkeiten von Indianerreservaten, da Reservate im Gegensatz zu anderen Körperschaften in den USA Glücksspiel auf ihrem Gebiet erlauben dürfen).